# Yeshivah

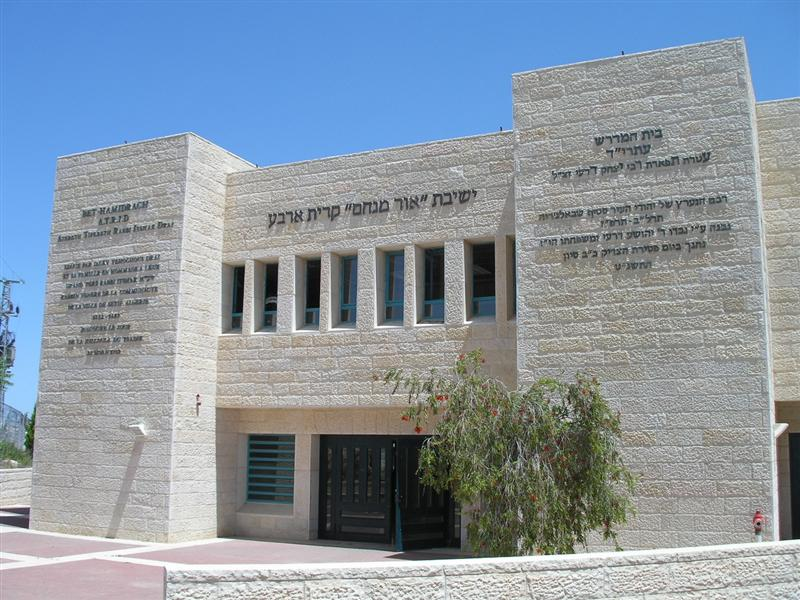
La Yeshivah Tichonit a Kiryat Arba (Israele)

Yeshivah (in ebraico ישיבה‎?, lett. "sessione/seduta"; plur. ישיבות, yeshivot) è un'istituzione educativa ebraica che si basa sullo studio dei testi religiosi tradizionali, principalmente quello del Talmud e della Torah. Tale studio viene usualmente svolto mediante shiurim (lezioni in classi) ed in coppie chiamate chavruta (aramaico: "amicizia" o "compagnia"). Lo stile di studio chavruta è una delle caratteristiche speciali della yeshivah.
Ogni yeshivah è generalmente diretta da un rabbino o una persona incaricata del ruolo, detto Rosh Yeshivah. Nelle yeshivot ortodosse possono accedere solo i maschi e si distinguono due tipi di yeshivot: yeshivah ghedolah (grande yeshivah), riservata ad alti studi ed equiparabile ad una università, e la yeshivah ketanah (piccola yeshivah) in cui, riservata a bambini e adolescenti, s'impartisce una istruzione di base. L'attuale organizzazione delle yeshivot deriva dall'organizzazione dell'ottocentesca Yeshivat Volozin (Lituania).
Negli Stati Uniti e Israele, i differenti livelli di istruzione in una yeshivah hanno nomi differenti. Negli Stati Uniti gli studenti di scuola elementare frequentano la yeshivah, mentre gli studenti di età post-bar mitzvah studiano in una mesivta, e gli studenti universitari frequentano una beth midrash o yeshiva gedola (in ebraico ישיבה גדולה‎?, lett. "grande yeshivah"). In Israele, gli studenti di scuola elementare frequentano una Talmud Torah o heder; gli studenti post-bar mitzvah studiano in una yeshivah ketana (in ebraico ישיבה קטנה‎?, lett. "piccola yeshivah" o "yeshivah minore"); gli studenti delle scuole superiori studiano in una yeshivah gedola. Il kollel è una yeshivah per uomini sposati. È prassi che il kollel paghi uno stipendio simbolico ai suoi studenti. Gli studenti lituani e chassidici delle yeshivah gedola di solito studiano fino a quando si sposano.
Storicamente, le yeshivah erano frequentate solo da uomini. Oggigiorno, tutte le yeshiva non ortodosse e molte di quelle ortodosse moderne sono aperte alle donne. Sebbene non manchino le scuole per donne ortodosse, che si chiamano Midrashah, queste non seguono la stessa struttura organizzativa o il curriculum di studi delle yeshivah tradizionali.

## Etimologia
Ortografie differenti del termine includono yeshiva (jəˈʃiːvə; in ebraico ישיבה‎?, "sessione" (nome); metivta e mesivta (in ebraico מתיבתא‎? methivta); Beth midrash, Accademia Talmudica, Accademia Rabbinica; Scuola Rabbinica. La parola yeshiva, lett. "seduta", viene applicata all'attività di apprendimento in classe, quindi ad una "sessione" di studio.
Il trasferimento del significato dalla sessione di apprendimento all'istituzione stessa sembra essere avvenuto al tempo delle grandi accademie talmudiche di Babilonia, Sura e Pumbedita, che erano conosciute come shte ha-yeshivot, "i due collegi".

## Storia

### Origini
Il trattato della Mishnah intitolato Megillah cita la legge che un paese può essere chiamato "città" solo se supporta dieci uomini (batlanim) che formino il dovuto quorum (minian) per le preghiere comuni. Allo stesso modo, ogni Beth Din ("casa del giudizio", tribunale), doveva avere un numero di allievi fino a tre volte la dimensione del tribunale (Mishnah, trattato Sanhedrin). Queste potrebbero essere indicazioni della storicità della yeshivah classica. Come indicato dal Talmud, gli adulti in genere dedicavano due mesi all'anno, Elul e Adar – i mesi che precedono le feste di pellegrinaggio di Sukkot e Pesach – denominati Yarchei Kalla (aramaico: "Mesi di Kallah") per studiare. Il resto dell'anno lavoravano.

### Periodo gaonico
Il periodo gaonico prende il nome da Gaon, il titolo conferito ai rettori delle tre yeshivah esistenti dal III secolo al XIII secolo. I Gaonim agivano come presidi delle loro yeshivot individuali, e come guide spirituali ed giudici delle comunità più ampie legate a loro. La yeshiva conduceva tutti gli affari ufficiali in nome del suo Gaon, e tutta la corrispondenza della yeshivah veniva indirizzata direttamente al Gaon.
Per tutto il periodo gaonico ci furono tre yeshivot. Queste vennero chiamate secondo le città in cui erano collocate: Gerusalemme, Sura e Pumbedita: la yeshivah di Gerusalemme sarebbe stata poi trasferita al Cairo, e le yeshivot di Sura e Pumbedita a Baghdad, mantenendo però i loro nomi originali. Ciascuna comunità ebraica si associava ad una delle tre yeshivot; gli ebrei che vivevano intorno al Mediterraneo in genere seguivano la yeshivah di Gerusalemme, mentre quelle che vivevano nella penisola araba e in Iraq e Iran tipicamente seguivano una delle due yeshivot a Baghdad. Non c'era tuttavia nessun obbligo di far questo, e ogni comunità poteva scegliere di associarsi a qualsiasi yeshivah.
La yeshivah serviva come la più alta istituzione educativa per la formazione di rabbini in questo periodo. Oltre a ciò, la yeshivah esercitava un enorme potere come centro principale di interpretazione della legge ebraica (Halakhah). A questo proposito, la comunità reputava il Gaon di una yeshivah come il giudice più autorevole in tutte le questioni normative e giurisdizionali. Ogni yeshivah interpretavano in modo diverso le questioni di rito e di diritto, e le altre yeshivot accettavano tali differenze, classificandosi tutte e tre altrettanto ortodosse. La yeshivah serviva anche come autorità amministrativa; in collaborazione con le comunità locali la yeshivah nominava membri supplementari per servire come capi di congregazioni locali. Questi servivano come intermediari tra per la congregazione locale e la yeshivah più grande a cui era collegata. Questi dirigenti locali presentavano questioni religiose alla yeshivah per ottenere sentenze definitive su questioni di dogma, di rito, o di diritto. Ogni congregazione doveva seguire una sola yeshivah per evitare conflitti con diverse sentenze emesse da diverse yeshivot.
Le yeshivot erano sostenute finanziariamente mediante una serie di sistemi. In primo luogo, venivano fissate, in maniera volontaria, i contributi annuali da assegnare alla yeshivah; questi erano raccolti e gestiti dai dirigenti locali nominati dal yeshivah stessa. Regali private da individui erano aussi comune e potrebbe consistere di denaro o beni. Inoltre donazioni private erano offerte regolarmente durante le festività. Infine, venivano applicate tassazioni per la manutenzione della yeshivah.
La yeshivah di Gerusalemme fu costretta a chiudere ed andare in esilio al Cairo nel 1127, e alla fine scomparve del tutto. Allo stesso modo, le yeshivot di Sura e Pumbedita vennero dissolte in seguito alle invasioni mongole del XIII secolo. Dopo la dispersione della yeshiva, la formazione agli studi religiosi ebraici divenne la responsabilità delle singole sinagoghe. Nessuna organizzazione arrivò mai a sostituire le tre grandi yeshivot di Gerusalemme, Sura e Pumbedita.

### Dal periodo postgaonico fino al XIX secolo
Dopo il periodo gaonico, gli ebrei continuarono a stabilire ulteriori accademie yashivah in Europa e Nordafrica. Tra queste, notabile è la yeshivah di Kairuan in Spagna (in ebraico ישיבת קאירואן‎?) che fu fondata da Chushiel Ben Elchanan (ebraico: חושיאל בן אלחנן) nel 974.
Tradizionalmente, ogni rabbino di una data città aveva il diritto di mantenere un certo numero di studenti, a tempo pieno o parziale, presso la Beth Midrash (sala di studio, usualmente adiacente alla sinagoga). Il relativo costo era sostenuto da tassazione della comunità. Dopo un certo numero di anni, questi giovani studenti andavano ad occupare una posizione rabbinica libera altrove (dopo aver ottenuto la Semikhah, ordinazione rabbinica) oppure andavano a lavorare.

### Yeshivot lituane

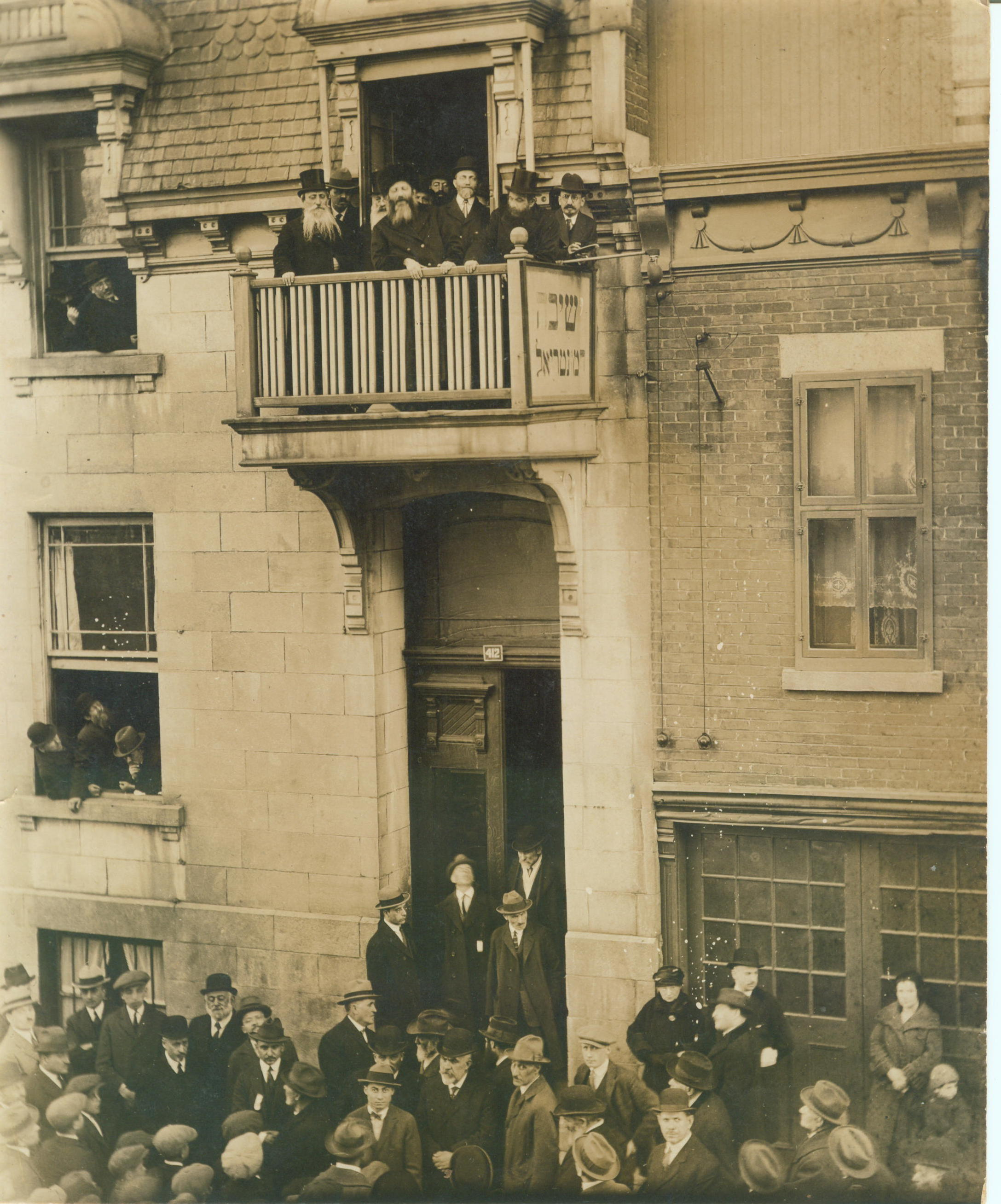
Il rabbino lituano Abraham Isaac Kook sul balcone della yeshivah di Montréal, in Canada (1924)

Lo studio sistematico della Torah fu rivoluzionato da Rabbi Chaim Ickovits di Volozhin, un discepolo del Gaon di Vilna (influente leader ebraico del XVIII secolo). Secondo la sua opinione, l'assetto tradizionale non soddisfaceva coloro che erano alla ricerca di uno studio più intenso.
Con il sostegno del suo maestro, Rabbi Ickovits raccolse un gran numero di studenti interessati e iniziò una yeshivah nella città di Volozhin (ora in Bielorussia). Anche se questa yeshivah venne chiusa circa 60 anni più tardi a causa di richieste del governo russo che voleva forzatamente introdurre alcuni studi secolari, un certo numero di yeshivot furono aperte in altre città, in particolare le yeshivot Slabodka, Panevėžys, Mir, Brisk e Soloveitchik e Telz. Molte yeshivot contemporanee di spicco negli Stati Uniti e Israele sono continuazioni di queste istituzioni e spesso portano lo stesso nome.
Nel XIX secolo, Rabbi Israel Salanter avviò il Movimento Mussar nell'ebraismo lituano non-chassidico, che cercava di incoraggiare gli studenti delle yeshivah e la comunità più ampia a trascorrere dei periodi regolari dedicati allo studio delle opere etiche ebraiche. Preoccupato per i nuovi cambiamenti sociali e religiosi dell'Haskalah (movimento illuminista ebraico) per le emergenti ideologie politiche come il sionismo, che spesso si opponevano all'ebraismo tradizionale, i maestri di Mussar visto la necessità di aumentare lo studio talmudico con opere più personalizzate. Queste comprendevano precedenti testi classici ebraici di etica ("letteratura Mussar"), e anche una nuova letteratura per il movimento stesso. Focalizzando l'attenzione dello studente sulla propria introspezione, spesso con profonda intuizione psicologica, gli obiettivi spirituali dell'ebraismo potevano essere internalizzati. 

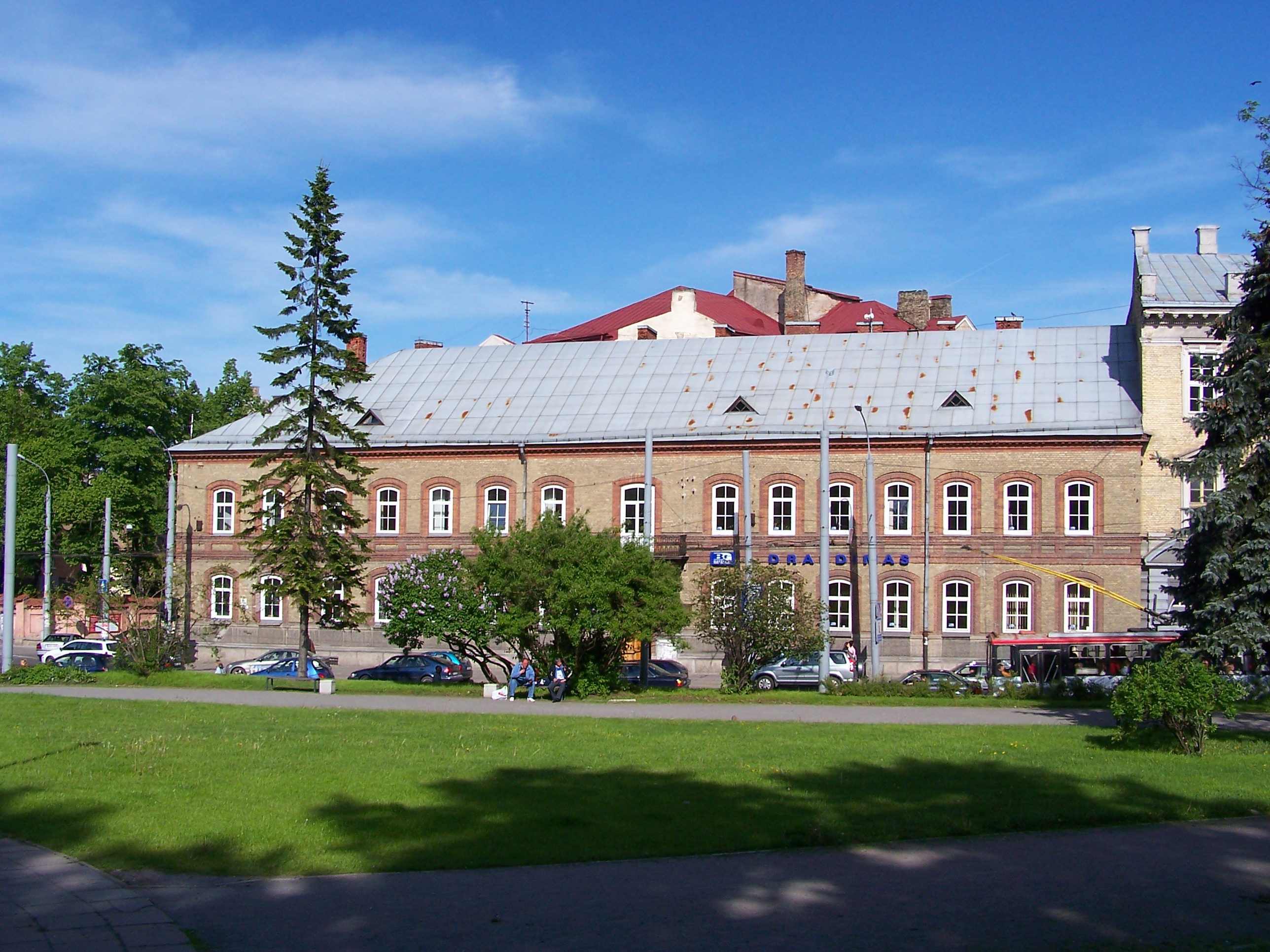
Yeshivah di Vilnius, in Lituania

Dopo un'iniziale opposizione, il mondo delle yeshivah lituane accettarono la necessità di questo nuovo componente nel loro curriculum di studi, e assegnarono una parte dei tempi di apprendimento allo studio individuale del Mussar e a discussioni sul Mussar (shmues Mussar). Un mentore spirituale (mashgiach ruchani) incoraggiava lo sviluppo personale di ogni studente. In una certa misura, questo movimento lituano sorse anche in risposta, e in alternativa, allo studio mistico del mondo chassidico. Il chassidismo era iniziato precedentemente, nel XVIII secolo, nell'ambito della vita ebraica tradizionale in Ucraina, Podolia e Volinia, e si diffuse velocemente in Ungheria, Polonia, Galizia, Bielorussia e nei territori dell'Impero russo. Poiché il XIX secolo aveva portato sconvolgimenti nell'ebraismo tradizionale, gli insegnanti Mussar capirono il beneficio di una nuova attenzione spirituale propugnata dagli chassidim e svilupparono quindi il loro approccio etico alternativo a tale spiritualità.
Si svilupparono inoltre alcune varietà all'interno dei metodi di studio delle yeshivot lituane, ad esempio affrontando il Talmud e il Mussar su un piano che contrastava l'ampiezza (bekiʾut) e la profondità (iyyun) dei testi, o dando notevole spazio al pilpul (il tipo di argomentazione casistica popolare dal XVI al XVIII secolo). Il nuovo approccio analitico del "metodo Brisker", sviluppato da Rabbi Chaim Soloveitchik di Brisk, divenne molto popolare, anche se vi erano altri approcci allo studio della letteratura rabbinica, come quelli della yeshivah di Mir, dell yeshiva Rabbeinu Yisrael Meir HaKohen e della yeshivah di Telz. In Mussar scuole diverse sviluppato nell'ambito del Mussar, come quella di Slabodka e Novhardok, sebbene oggi un calo di devozione spirituale nello studio introspettivo abbia in qualche misura livellato le differenze.

### Yeshivah chassidiche

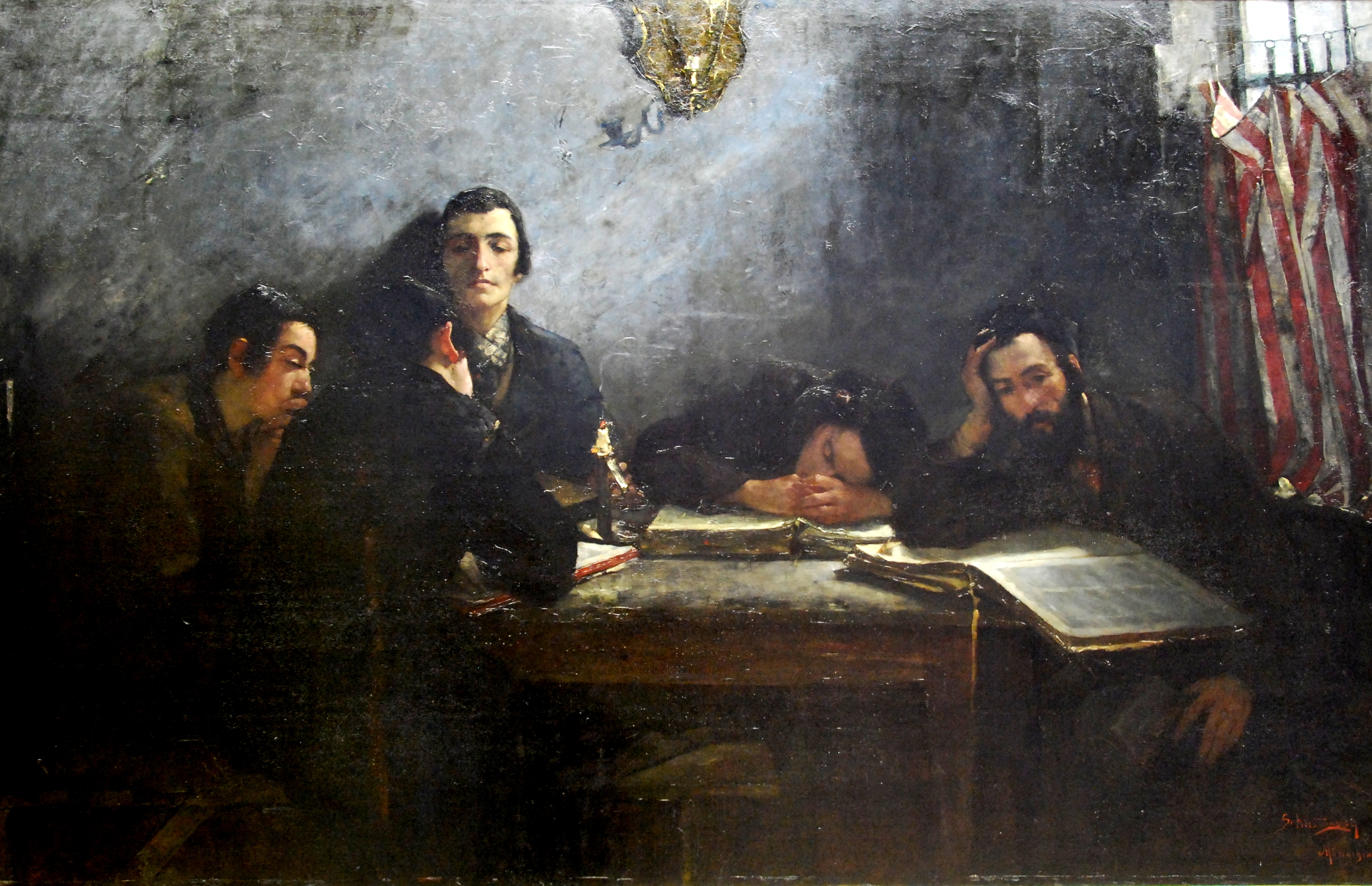
Scuola TalmudicaDipinto di Samuel Hirszenberg, 1895-1908 circa

Con il successo dell'istituzione yeshivah presso gli ebrei lituani, il mondo chassidico sviluppò una propria yeshivah, nelle loro aree dell'Europa orientale. Lo studio includeva la tradizionale concentrazione sulla letteratura talmudica centrale nell'ebraismo rabbinico, incrementata da studio della filosofia chassidica (Chassidut). Esempi di queste yeshivah chassidiche sono il sistema accademico di Chabad Lubavitch chiamato "Tomchei Temimim" e fondato da Sholom Dovber Schneersohn in Russia nel 1897, e la Yeshivah Chachmei Lublin fondata in Polonia nel 1930 da Rabbi Meir Shapiro, che è rinomato sia nei circoli ebraici chassidici che in quelli lituani per l'avvio del ciclo quotidiano di studi talmudici "Daf Yomi".
In molte yeshiva chassidiche, lo studio di testi chassidici è un'attività secondaria, simile al curriculum Mussar supplementare nelle yeshivah lituane. Questi percorsi vedono lo Chassidismo come un mezzo per arrivare ad ispirare emozioni di deveikuth (attaccamento spirituale a Dio) e di entusiasmo mistico. In questo contesto, il pellegrinaggio personale di uno chassid verso il suo Rebbe è un elemento centrale della vita spirituale, al fine di risvegliare il fervore spirituale. Spesso, nella yeashivah tali percorsi dedicano lo Shabbat agli insegnamenti più contemplativi dei testi classici dello Chassidismo. In contrasto, le correnti Chabad e Breslov, in modi diversi, si focalizzano sullo studio giornaliero di testi chassidici originati dalle proprie dinastie. 

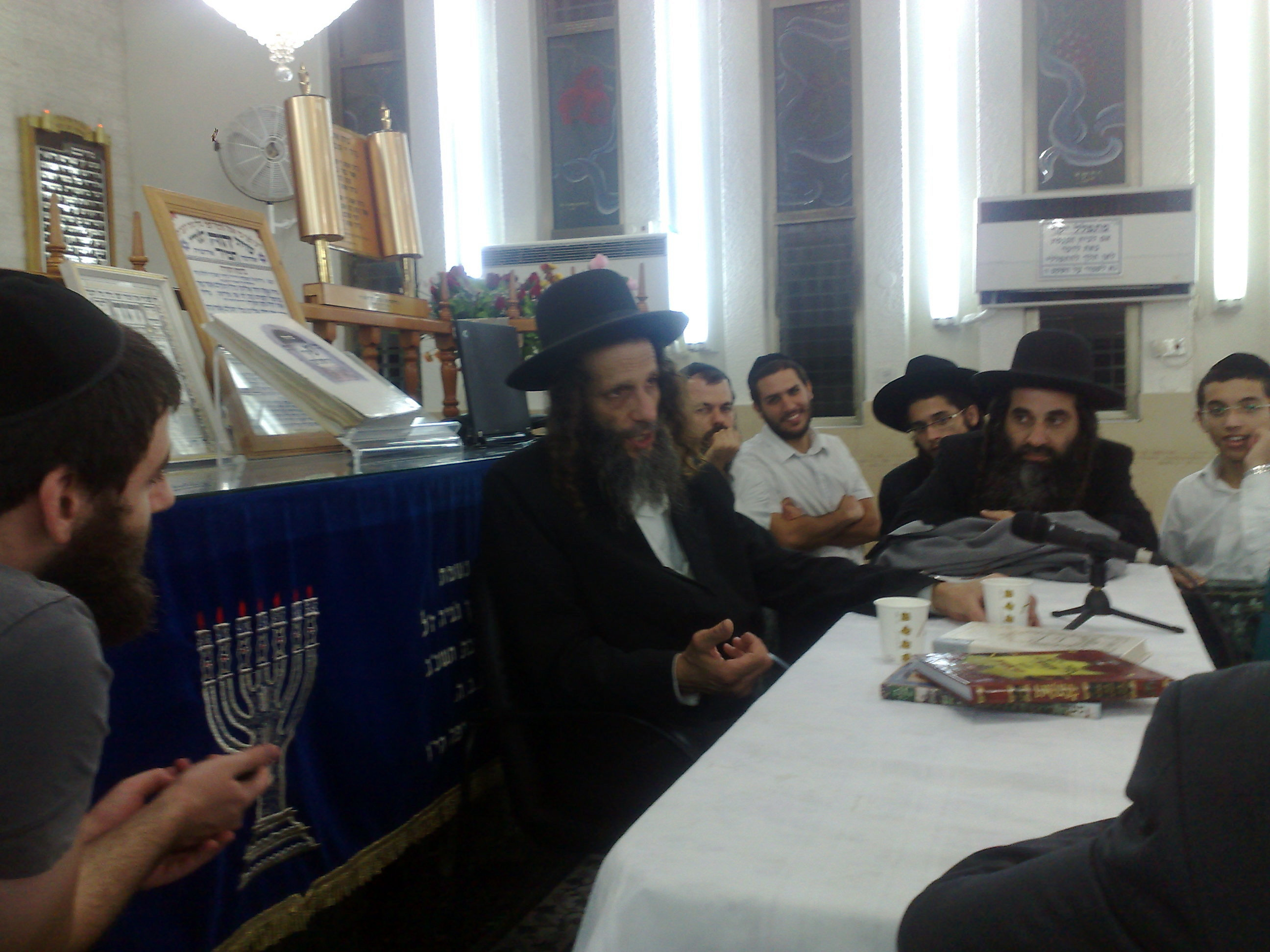
Limmud del rabbino Ofer Erez tra gli chassidim di Breslov

Illustrativo di ciò è il desiderio di Sholom Dovber Schneersohn nello stabilire il sistema yeshivah di Chabad, cioè che gli studenti debbano spendere una parte del programma quotidiano di apprendimento su testi chassidici Chabad "con il pilpul". Il pilpul è l'indagine analitica di un argomento, tradizionalmente riservato alle profonde sfumature di studio talmudico. L'idea di imparare i testi mistici chassidici con simili profondità logiche, deriva dal metodo unico spiegato nelle opere dei Rebbe di Chabad, avviato dal suo fondatore Schneur Zalman di Liadi, per indagare in modo sistematico e articolato la "Torah del Ba'al Shem Tov" in forme intellettuali. Un'ulteriore illustrazione di questo metodo è la differenziazione nel pensiero Chabad (come il "Trattato sull estasi" di Dovber Schneuri) tra l'enfasi generale dello Chassidismo sull'entusiasmo emotivo e l'ideale Chabad di una personale estasi intellettuale. Nel movimento Breslov, al contrario, lo studio quotidiano delle opere di creativo radicalismo di Rabbi Nachman di Breslov risveglia la pienezza spirituale necessaria per avvicinarsi ad altro studio ed osservanza ebraici.

### Yeshivah sefardite

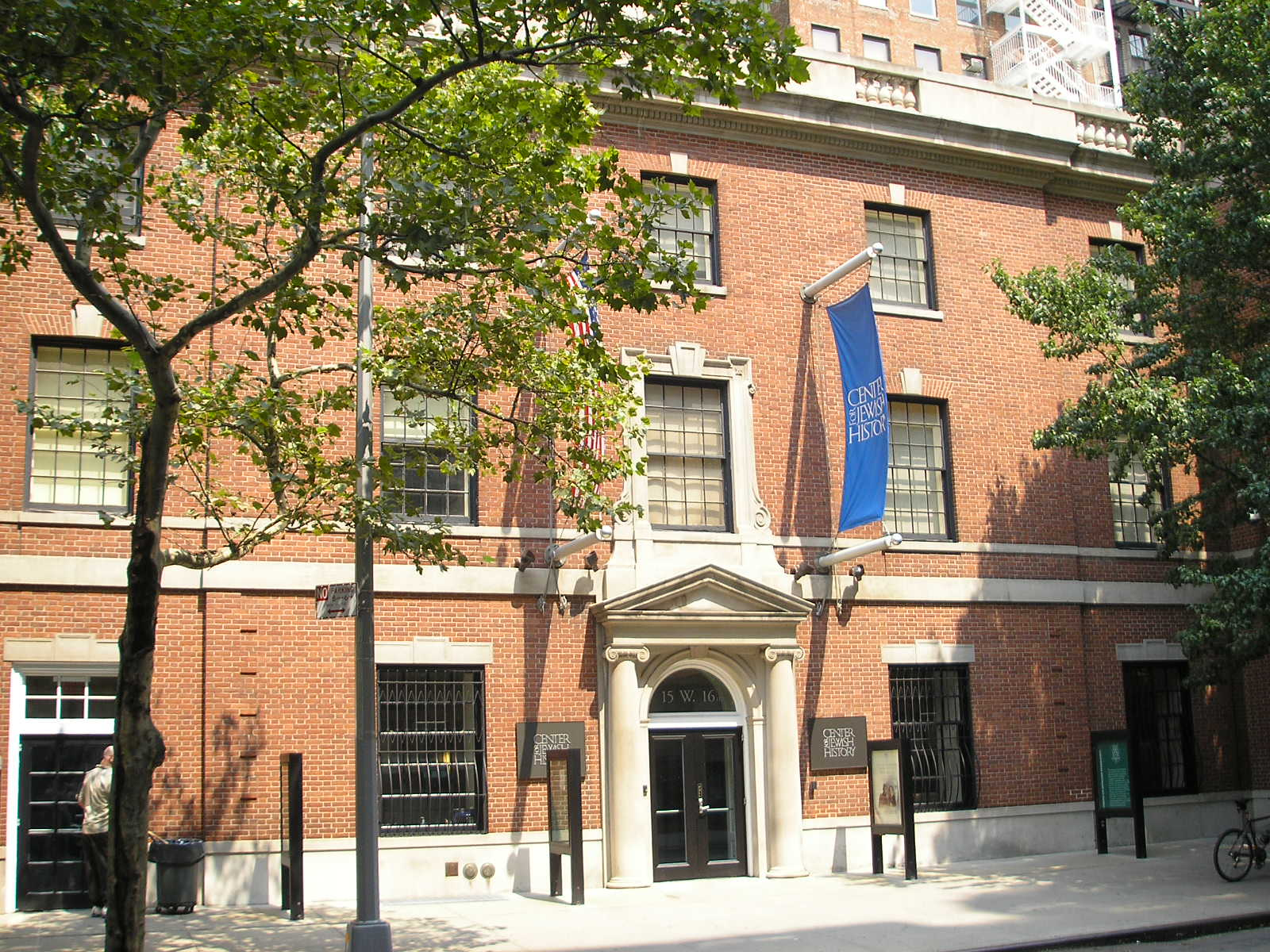
Centro Sefardita di Storia Ebraica (New York)

Sebbene la yeshiva come istituzione è in qualche modo una continuazione delle accademie talmudiche di Babilonia, istituzioni educative su larga scala di questo genere non erano caratteristiche nel mondo ebraico sefardita del Nordafrica e del Medio Oriente nei tempi premoderni: l'istruzione in genere aveva luogo in un ambiente più informale nella sinagoga o come seguito di un famoso rabbino. Nella Spagna medievale e subito dopo l'espulsione nel 1492 ci furono alcune scuole che combinavano studi ebraici con scienze come la logica e l'astronomia, simili alle loro contemporanee madrasa islamiche. Nella Gerusalemme del XIX secolo un collegio era tipicamente un sistema per il sostegno di dieci studiosi adulti piuttosto che un istituto scolastico in senso moderno; verso la fine del secolo, una scuola per orfani fu fondata per offrire alcuni studi rabbinici. Le prime istituzioni educative sul modello europeo furono la Beth Zilkha fondata negli anni 1870 in Iraq e la Yeshivah Porat Yosef fondata a Gerusalemme nel 1914. Da notare anche la Yeshivah Bet El, fondata nel 1737 a Gerusalemme per gli studi cabalistici avanzati. Successive yeshivot sefardite sono di solito sul modello Porat Yosef o delle istituzioni aschenazite.

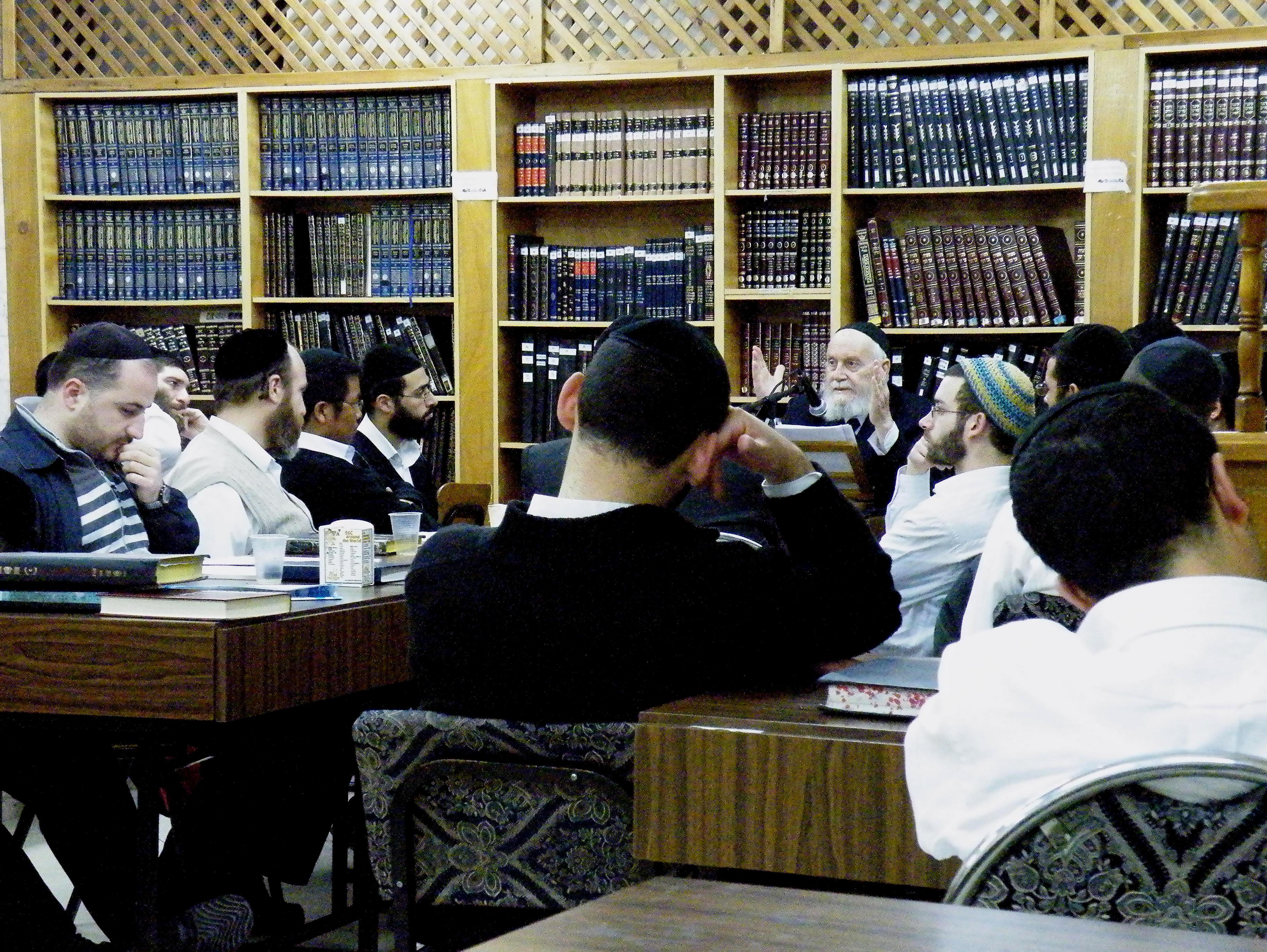
La scuola rabbinica di Gerusalemme

Tradizionalmente il mondo sefardita pone lo studio della mistica ebraica esoterica (Cabala) in una posizione più mainstream del mondo europeo aschenazita. Questa differenza di enfasi sorse in reazione agli eventi storici dell'eresia sabbatiana del XVII secolo, che soppresse lo studio popolare della Cabala in Europa a favore dello studio talmudico approfondito. Nella vita lituana dell'Europa orientale, la Cabala era riservata ad un'élite intellettuale, mentre la rinascita mistica dello Chassidismo articolava la teologia cabalistica mediante il pensiero chassidico. Questi fattori non influenzarono il mondo ebraico sefardita, che mantenne un collegamento più ampio con la Cabala nelle sue comunità tradizionalmente osservanti. Con l'istituzione di yeshivah sefardite in Israele, dopo la relativa immigrazione delle comunità ebraiche arabe, qualche yeshivah Sefardita incorporò lo studio dei testi cabalistici più accessibili nel proprio curriculum. Tuttavia, le prescrizioni europee di riservare lo studio cabalstico avanzato a studenti maturi e selezionati, influenzano tuttora la scelta dei testi in tali yeshivot.

### Yeshivah delle correnti conservatrici
Nel 1854 venne fondato il Seminario Teologico Ebraico di Breslavia. Era diretto da Zecharias Frankel (1801–1875) e fu considerato come prima yeshivah associata all'Ebraismo conservatore. Negli anni successivi, i conservatori fondarono una serie di altri istituti di istruzione superiore (come per es. il Jewish Theological Seminary d'America a New York City) che emulano lo stile della yeshivah tradizionale in modo significativo. Tuttavia, molte non vengono chiamate "yeshivah" ufficialmente (unica eccezione la yeshivah di Gerusalemme) e tutte sono aperte sia a uomini che a donne, che studiano nelle medesime aule e seguono lo stesso curriculum. Gli studenti possono studiare part-time, come in un Kollel, o a tempo pieno, e possono studiare lishmah (cioè per la passione di studiare in se stessa) o per ottenere l'ordinazione rabbinica.

### Yeshivah miste
Yeshivot non confessionali e Kollel con collegamenti all'ebraismo conservatore includono la Yeshivat Hadar a New York, con presidi spesso nominati dall'Assemblea Rabbinica. La scuola rabbinica dell'Accademia per la Religione Ebraica in California (AJR-CA) è guidata dal rabbino conservatore Mel Gottlieb. La facoltà dell'Accademia per la Religione Ebraica a New York e della Scuola Rabbinica del Collegio Ebraico di Newton Centre (Massachusetts) comprende anche un gran numero di rabbini conservatori.

### Seminari riformati e ricostruzionisti
L'Hebrew Union College (HUC), affiliato all'Ebraismo riformato, fu fondato nel 1875 sotto la guida di Rabbi Isaac Mayer Wise a Cincinnati, Ohio. L'HUC successivamente aprì altre sedi a New York, Los Angeles e Gerusalemme. Sono seminari rabbinici prevalentemente orientati verso la formazione di rabbini e altri officianti religiosi. Allo stesso modo, il Reconstructionist Rabbinical College dell'Ebraismo ricostruzionista, fondato in Pennsylvania nel 1968, forma il proprio clero futuro. Alcuni insegnanti riformati e ricostruzionisti insegnano anche in seminari non confessionali, come l'Accademia per la Religione Ebraica di New York, l'Accademia per la Religione Ebraica in California e la Scuola Rabbinica del Collegio Ebraico. Nessuna di queste istituzioni si descrive come "yeshivah".

## Tipi di yeshivah
1. Yeshiva ketana ("yeshivah inferiore") - molte yeshivot ketanot in Israele e alcune nella diaspora non hanno corsi secolari di studi e tutti gli allievi imparano a tempo pieno la Torah giudaica.
2. Yeshiva Scuola Superiore - chiamata anche Mesivta o Mechina o Yeshiva Ketana, combina un'istruzione intensiva di studi religiosi ebraici con materie secolari superiori. Il duplice curriculum è stato iniziato per la prima volta dall'Accademia talmudica di Manhattan, parte della Yeshiva University (ora nota come Marsha Stern Talmudical Academy) nel 1916.
3. Mechina - per diplomati della scuola superiore israeliana che intendono studiare per un altro anno prima del servizio militare obbligatorio.
4. Beth Midrash - per diplomati della scuola superiore, frequentata per uno o più anni, a seconda della carriera e affiliazione dello studente.
5. Yeshivat Hesder - yeshivah che ha un accordo con le Forze di Difesa Israeliane per cui gli studenti si arruolano tutti insieme nella stessa unità militare e, quanto più possibile, prestano il servizio nella stessa unità dell'esercito per l'intera durata della ferma. Per un periodo di circa 5 anni cominciano con un periodo di servizio di circa 16 mesi, a partire dal secondo anno. Esistono diverse varianti, e comunque il resto del tempo viene speso in studio obbligatorio nella yeshivah.
6. Kollel - yeshivah per uomini sposati. L'idea del kollel, sebbene abbia le sue radici intellettuali nella Torah, è un'innovazione relativamente moderna, dell'Europa del XIX secolo. Spesso un kollel ha la stessa collocazione della yeshivah.
7. Yeshivot Baal teshuva, che rispondono alle necessità dei nuovi ortodossi, cioè di coloro che sono rientrati nella pratica tradizionale ebraica.[24]

Come già accennato, le scuole religiose femminili non sono chiamate "yeshivah". Il sistema "Bais Yaakov" fu avviato nel 1918 sotto la guida di Sarah Schenirer (1883-1935) per fornire alle ragazze una formazione biblica, con un curriculum di studi bilanciato più verso l'Halakhah pratica e lo studio del Tanakh (Bibbia ebraica), piuttosto che del Talmud. Le scuole Bais Yaakov sono strettamente haredi. I curricula dell ragazze non haredi invece spesso includono lo studio della Mishnah e, talvolta, del Talmud. Tali scuole saltuariamente sono anche chiamate "yeshivah" (ad esempio, la Yeshivah Prospect Park di Brooklyn), mentre le scuole a livello universitario sono generalmente chiamate "seminari" o "midrashah".

## Anno accademico
Nella maggioranza delle yeshivot, l'anno è suddiviso in tre periodi (trimestri) chiamati zmanim. Lo zman di Elul inizia dal primo del mese ebraico di Elul e finisce allo Yom Kippur. Questo è il periodo più breve (circa sei settimane), ma più intenso poiché viene prima delle Grandi Feste di Rosh Hashanah e Yom Kippur. Lo zman invernale inizia dopo Sukkot e dura fino a poco prima della Pesach (Pasqua), una durata di cinque mesi (sei in un anno bisestile ebraico). Il periodo estivo inizia dopo Pesach e dura fino alla metà del mese di Tammuz o Tisha b'Av, una durata di circa tre mesi.

## Programma tipico
Il seguente è un campione di programma quotidiano per gli studenti del Beth Midrash nelle yeshivot lituane mainstream:
- 7:00 - Seder opzionale (sessione di studio)
- 7:30 - Preghiere mattutine
- 8:30 - Sessione di studio sulla Legge ebraica
- 9:00 - Colazione
- 9:30 - Studio mattutino del Talmud (primo seder)
- 12:30 - Shiur (lezione) - gli studenti più avanzati a volte non partecipano a questa lezione
- 13:30 - Pranzo
- 14:45 - Minchah - preghiere pomeriadiane
- 15:00 - Seder di Mussar - etica ebraica
- 15:30 - Studio del Talmud (secondo seder)
- 19:00 - Cena
- 20:00 - Seder serale - revisione della lezione o studio a scelta
- 21:25 - Seder di Mussar - etica ebraica
- 21:45 - Maariv - preghiere serali
- 22:00 - Seder serale opzionale

Questo programma giornaliero è generalmente osservato dalla domenica al giovedì. Il giovedì sera ci può essere un seder aggiuntivo notturno, noto come mishmar, a volte della durata oltre l'una della mattina e, in qualche yeshivot, anche fino al successivo sorgere del sole. Il venerdì di solito c'è almeno un seder la mattina, con orari di apprendimento non strutturati per il pomeriggio. Al sabato si tiene uno speciale programma di Shabbat che include alcuni sedarim ma non lo shiur.

### Studio del Talmud
Nella tipica yeshivah ortodossa, l'enfasi è posta sullo studio e analisi del Talmud. In generale, due piani paralleli di esegesi talmudica sono svolti durante uno zman (trimestre). Il primo è lo studio approfondito (iyyun), spesso limitato ad una selezione di trattati di contenuto giuridico, con l'accento sulle capacità di analisi e riferimento ai commentatori classici; il secondo cerca di coprire terreno più rapidamente, per fornire una conoscenza generale (bekiʾut) del Talmud.
Nel sistema di studio talmudico nelle yeshivot la prima area ad essere padroneggiata è composta da otto mesechtohs (volumi che trattano un determinato argomento, divisi in capitoli che trattano argomenti secondari relativi al tema generale) che si occupano di giurisprudenza civile. Questi sono i mesechtohs che si studiano nelle yeshivot universitarie. Questi otto volumi sono appresi per primi perché è con queste materie che lo studente può meglio padroneggiare la tecnica di una corretta analisi del Talmud. Solo dopo che questa tecnica è padroneggiata, lo studente è pronto a perseguire altre aree del Talmud e svilupparne la relativa conoscenza.
Opere che vengono generalmente studiate per chiarire il testo talmudico sono il commentario di Rashi e le analisi dei Tosafisti e di altri rishonim (commentatori dell'XI secolo fino al XIV secolo). Ci sono due scuole di rishonim, uno proveniente dalla Francia e l'altro dalla Spagna che a volte contengono diverse interpretazioni e comprensioni del Talmud. Vengono utilizzati anche vari altri mefarshim (commentatori) delle generazioni successive.

### Legge ebraica
In genere, un periodo è dedicato allo studio della Halakhah (legge ebraica) pratica. Il testo più comunemente studiato nelle yeshivot aschenazite è la Mishnah Berurah scritta da Rabbi Yisrael Meir Kagan, detto il "Chofetz Chaim". La Mishnah Berurah è una raccolta di opinioni halakhiche rese dopo il tempo della scrittura dello Shulchan Aruch. Nelle yeshivot sefardite, si studia direttamente lo Shulchan Aruch per se stesso, con commentari in secondo ordine. Anche il Beth Yoseph è più ampiamente studiato nelle yeshivot sefardite.

### Etica, misticismo e filosofia
Il testo etico Mussar preminente studiato nelle yeshivot è il Mesillat Yesharim ("Sentiero [del] Giusto") del rabbino Mosè Luzzatto. Altre opere di letteratura mussar studiate sono le seguenti:
- Orchot Tzaddikim ("Sentieri [dei] Giusti") – La sua paternità e il tempo della sua composizione sono incerti, ma poiché cita Maimonide, deve essere stato scritto qualche tempo dopo che le sue opere vennero divulgate.
- Chovot ha-Levavot, di Bahya ibn Paquda.
- Ma'alot ha-Middot ("Il Beneficio dei tratti di buon carattere")
- Mishnat R' Aharon – lezioni Mussar su materie disparate, di Rabbi Aharon Kotler.
- Mikhtav me-Eliyahu, le opere di Rabbi Eliyahu Eliezer Dessler.

Le yeshivot chassidiche studiano le opere mistiche e spirituali della filosofia chassidica (Chassidut). Ciò si basa sulla prima teologia esoterica della Cabala, ma si articola in termini di consapevolezza psicologica interiore e analogie personali, in modo che la mistica ebraica diventa accessibile e tangibile, ispirando un deveikuth emozionale (adesione/dedizione a Dio) e un contributo spirituale alla vita ebraica quotidiana. Questo serve alcuni scopi simili al Mussar, ma con mezzi diversi e con differenti contributi alla vita intellettuale ed emotiva. Le yeshivot Chabad Lubavitch, per esempio, studiano il Tanya, la Likutei Torah e le opere voluminose dei Rebbe di Chabad per un'ora e mezza ogni mattina, prima delle preghiere, e un'ora e mezza di sera. Molte yeshivot in Israele che appartengono al Sionismo Religioso studiano gli scritti di Rav Kook, che ha articolato una combinazione personale unica di misticismo, esegesi creativa e filosofia.

### Studio della Bibbia
Tutti i livelli elementari delle yeshivot sottolineano lo studio intensivo della Torah (Genesi, Esodo, Levitico, Numeri e Deuteronomio) con il commenario di Rashi (Rabbi Shlomo Yitzhaqi, 1040-1105), insegnandolo in tutte le classi di primo livello, spesso con traduzioni in yiddish e più note nelle yeshivot haredi.
L'insegnamento del Tanakh (Bibbia ebraica) di solito viene svolto solo a livello di scuola superiore, e gli studenti leggono la porzione settimanale di Torah da soli (regola nota come obbligo di Shnayim mikra ve-echad Targum (ebraico: שנים מקרא ואחד תרגום, tradotto:"Bibbia ebraica due volte e Targum aramaico una volta"). Le eccezioni sono le Cinque Meghillot e i Tehillim. Fin dalla loro creazione, le yeshivot dell'Ebraismo ortodosso moderno in Israele offrono corsi in molti, se non tutti, libri dei Nevi'im e Ketuvim.

## Crediti e lingue
Alcune yeshivot permettono ai propri studenti di frequentare università laiche pubbliche su base limitata e ciò è facilitato dalle modalità di studio di cui sopra per ricevere crediti per una laurea standard.
Nella maggioranza delle yeshivot lituane e chassidiche del mondo, le lezioni vengono impartite in lingua yiddish; le yeshivot ortodosse moderne, sioniste o baal teshuva usano anche l'ebraico israeliano o lingua locale. Gli studenti studiano insieme tra loro nella propria lingua madre, con gli allievi chassidici di solito istruiti in yiddish, gli allievi israeliani lituani in ebraico e gli allievi americani lituani in inglese.